# Rolando Illa
Rolando Illa (Nova York, 6 de setembre de 1880 – Buenos Aires, 3 de maig de 1937) va ser un mestre d'escacs argentí, actiu durant el primer quart del segle xx.
Nascut als Estats Units en una família cubana, es va mudar a l'Argentina i es va naturalitzar argentí el 1904. Va ser cofundador del Club Argentino de Ajedrez de Buenos Aires, una institució històrica dels escacs argentins.

## Resultats destacats en competició
El 1910, va guanyar el fort Campionat del Club Argentino, i repetí l'èxit anualment en el període 1912-1919
El 1913 a Buenos Aires va guanyar un matx disputat contra Julio Lynch, 3,5:1,5, i va perdre un matx contra el serbi Boris Kostić, 0:6. El 1918, empatà un matx contra el campió de Filadèlfia Sydney Sharp. El 1921 va compartir el segon lloc (rere Roberto Grau) amb Benito Villegas i Valentín Fernández Coria al Primer Torneig Sud-americà de Montevideo (Carrasco).

Va participar tres vegades en el Campionat de l'Argentina d'escacs: l'any 1921-22 hi acabà en cinquena posició, (el campió fou Damián Reca); l'any 1923-24 acabà en sisena posició, (el campió fou Damián Reca), i l'any 1924 hi finalitzà en setena posició, (el campió fou novament Damián Reca).